# 里漏社
里漏社（阿美語：Lidaw），又稱做里漏部落，位於臺灣花蓮縣吉安鄉東昌村1至16鄰。族群以阿美族為主:444。

## 概要

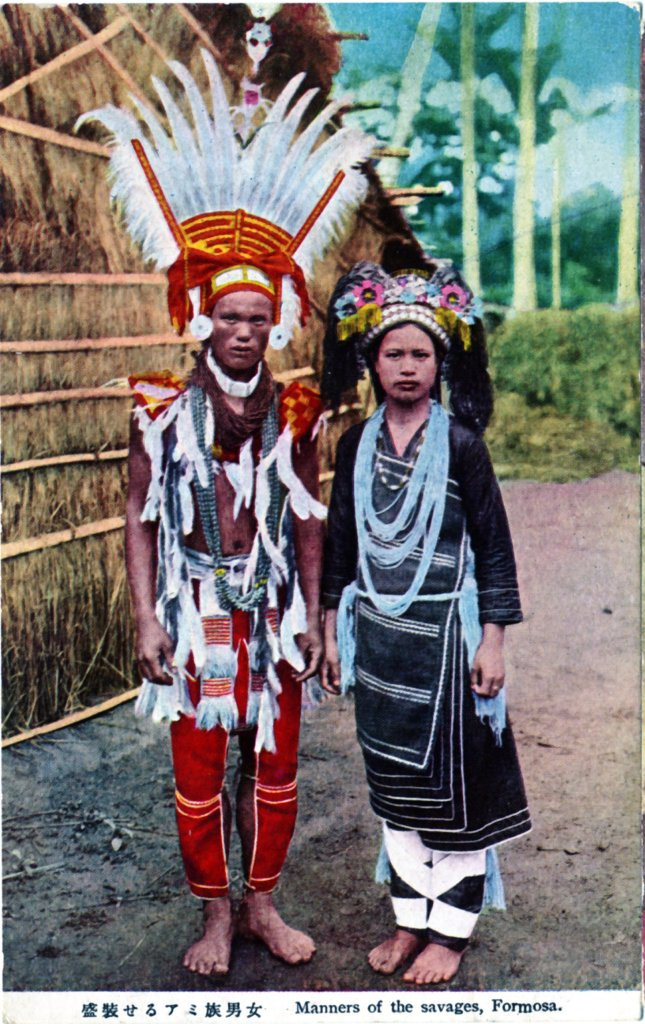
盛裝的里漏社阿美族男女

里漏社隸屬於南勢群阿美族，土地面積3.7平方公里:19，部落的傳統活動範圍包括吉安鄉東昌村、仁安村、光華村等地，現今則僅剩東昌村:53。

### 歷史
清·光緒年間，胡傳編「臺東洲採訪修志冊」，內載南勢阿美族共有七社，其中的『里留社』便是『里漏社』。1877年，谷拉斯·馬亨亨解決里漏社與太魯閣族的仇殺事件。1937年，日本人取「乘舟靠岸」之意，將『里漏社』改稱『舟津』。1948年，為紀念抗日份子邱化仁，將『里漏社』改名為『化仁村』。1977年，徐慶昌將『化仁村』改稱『東昌村』，意指「日出東方、昌盛繁榮」。1987年，吉安鄉公所另編出『仁安村』。

### 名稱由來
- 說法一：

傳說里漏社始祖「里漏·阿法斯」與阿美族的其他祖先共乘三艘獨木舟，抵達臺灣並繁衍後代，於是為了紀念始祖里漏·阿法斯，故稱呼居住地為里漏（Lidraw）。
- 說法二：

古代里漏社的男人平日都要出海捕魚，女人都要曬鹽，所以他們的皮膚都比附近部落的阿美族人都要黑。阿美族語『曬的很黑』叫做麻荖漏，後來就叫做里漏。
- 說法三：

相傳此處的阿美族人，是由屏東縣牡丹鄉的旭海村（Palidraw）遷移而來，為了懷念以前居住的地方，便將居住的地方稱為里漏。
- 說法四：

原先住在屏東縣恆春鎮的阿美族人因為無法忍受漢人的欺負，所以向北遷移至臺東縣與海岸山脈一代，當時稱為里隆（Lilon），遷居至此後便稱為里漏 。